# Elene Arandia
Elene Arandia Arnal (Tolosa, Guipúzcoa, 27 de octubre de 1989) es una cantante y música vasca, conocida por haber participado y ganado varios concursos musicales de ETB1 y por ser la vocalista del grupo de música Tenpora.
Debutó como estrella infantil a los doce años de edad en el programa Betizu de ETB1, siendo una de los varios artistas de Betizu (un exBetizu).

## Biografía
Inició su carrera televisiva en 2000-2001 en el programa Betizu del canal ETB1 donde debutó con tan solo 12 años de edad. Ganó el concurso Betimu (dentro del programa Betizu) y fue seleccionado como integrante del grupo de música Betizu Taldea, junto con Zuriñe Hidalgo y Telmo Idígoras, grupo de música que alcanzó una gran notoriedad, en especial por la exitosa canción «Lokaleko leihotik» o también por el sencillo «Esaidazu». Con Betizu Taldea sacó 2 discos y estuvo un año entero de gira dando conciertos por el País Vasco, Navarra y el País Vasco francés.
En el año 2005, fue una de las protagonistas de la película infantil BT ispiluen jauregian (BT en el palacio de los espejos), dirigida por Alberto J. Gorritiberea, junto a Telmo Idígoras, Amane Ibañez y Saida Rouane.
En 2006 participó en el concurso de talentos musical Egin kantu! de ETB1. Después participó en programas como Ordu Txikitan y Hator Hator. En el año 2009 participó en el concurso de ETB1 Bi Gira, junto con su prima, Izaro Saizar, donde consiguieron llegar a la final y ganar el concurso.
Se formó en Humanidades de la Comunicación en la Universidad de Deusto y posteriormente ha ejercido de comunicadora y periodista, en especial con vinculación a la música. Actualmente es cantante y músico de sesión.
Es vocalista del grupo vasco de música Tenpora.

## Vida privada
Actualmente vive en Tolosa.

## Discografía
- 2002, BT 1.0 (con Betizu Taldea)
- 2003, Garaje Sound (con Betizu Taldea)
- 2004, Bizi Bizi (con Betizu Taldea)
- 2018, Itzulika[16][17] (con Tenpora)
- 2019, Azken Gaua Hirian (con Postal Kolekzionistak)
- 2022, Canción Buru Bihotzez (con la orquesta de cámara Et Incarnatus)[18]

## Filmografía

### Cine
- 2005, BT ispiluen jauregian, dir. Alberto J. Gorritiberea
- 2015, Nahia

### Televisión
| Año       | Programa / Concurso | Rol         | Canal | Notas | Referencias |
| --------- | ------------------- | ----------- | ----- | ----- | ----------- |
| 2001-2004 | Betizu              |             | ETB1  |       |             |
| 2006-2007 | Egin kantu!         | concursante | ETB1  |       |             |
| 2007-2008 | Ordu Txikitan       |             | ETB1  |       |             |
| 2008-2009 | Bi Gira             | concursante | ETB1  |       | [ 3 ]       |